# جبرووکی
جبرووکی (به فرانسوی: Jabberwocky) JBBRWCK  یک گروه موسیقی سینث‌پاپ فرانسوی است. این گروه در سال ۲۰۱۳ توسط سه پسر جوانِ دانشجوی پزشکی، با نام‌های مانو، سیمون و کامیل که تهیه کنندهٔ موسیقی و اهل شهر پواتیه فرانسه هستند، تشکیل شد، این گروه تازه‌کار با تک‌آهنگ فوتوماتون (Photomaton) معروف شدند.

## آهنگ‌شناسی

### تک‌آهنگ‌ها
- ۲۰۱۳:
- فوتوماتون: با حضور الودی وایلداستارز
- ۲۰۱۴:
- پولا: با حضور گلشیفته فراهانی[۲]